# Pallasz (gigász)
Pallasz a görög mitológiában Kriosz és Eurübia fia, Asztraiosz és Perszész testvére. Pallasz Sztüxöt, a legnemesebb gondolkodású Ókeániszt vette feleségül, s vele élt felesége ezüstös oszlopokon nyugvó palotájában, az Alvilágban. Házasságukból négy gyermek született: Bié, Niké, Kratosz és Zélosz. A titanomakhiában Zeuszt segítette feleségével, apósával és gyermekeivel együtt. Ezután véletlenül Athéné Zeusz miatt megölte. Végezetül Athéné szobrot emel neki.